# تومي توماس (لاعب كرة قاعدة)
تومي توماس (بالإنجليزية: Tommy Thomas) هو لاعب كرة قاعدة أمريكي، ولد في 23 ديسمبر 1899 في بالتيمور في الولايات المتحدة، وتوفي في 27 أبريل 1988 في دالاستاون في الولايات المتحدة.

## وصلات خارجية
- تومي توماس على موقع دوري كرة القاعدة الرئيسي (الإنجليزية)
- تومي توماس على موقعبيزبول رفرنس.كوم (الدوري الرئيسي) (الإنجليزية)
- تومي توماس على موقع إي إس بي إن.كوم (أم.أل.بي) (الإنجليزية)